# Neri di Antonio Neri
Neri di Antonio Neri (auch Neri d'Antonio) war ein zwischen 1392/94 und 1399/1400 in Florenz tätiger italienischer Maler.

## Leben
Über Neri di Antonio Neri ist nur wenig bekannt. Erstmals tritt er in den Jahren zwischen 1392 und 1394 in Erscheinung, wo er als compagno des Malers Agnolo Gaddi dokumentiert ist und diesen anscheinend bei den Arbeiten an den Fresken für die Cappella del Sacro Cingolo im Dom von Prato unterstützte. Da sich dessen möglicher Anteil an der Produktion heute nicht mehr erkennen lässt, ist zu vermuten, dass Neri es verstand, sich dem Stil Agnolos anzupassen. Möglicherweise war er eine Zeit lang dessen Schüler und später Mitarbeiter seiner Werkstatt.
Nach dem Tode Agnolos scheint Neri dessen Werkstatt übernommen zu heben, denn im November 1396 schrieb er sich in der Florentiner Künstlergilde Arte die Medici e Speziali ein. 1399/1400 nahm er zusammen mit Spinello Aretino den Auftrag an, die Hauptchorkapelle von Santa Felicita in Florenz auszustatten, wobei ihm die Ausführung der heute verlorenen Fresken zufiel. Noch vor der Vollendung der Arbeiten ist er verstorben.

## Der Künstler
Da Neri noch am Anfang seiner künstlerischen Tätigkeit gestanden zu haben scheint, hat er vermutlich nur wenige eigenständige Werke geschaffen. Keines davon lässt sich ihm mit Sicherheit zuweisen. Neuerdings wurde von Anneke de Vries vorgeschlagen, ihm das sogenannte, gegen 1395 gemalte Carmine-Polyptychon zuzuweisen, dessen erhaltene Tafeln heute auf verschiedene Sammlungen verstreut sind. Dabei handelt es sich um die Mitteltafel mit der Darstellung der Thronenden Maria mit dem Kinde (Toledo/Ohio, Toledo Museum of Art – Inv.-Nr.: 76), den vier Flügelbildern mit den Heiligen Hieronymus, Johannes der Täufer, Petrus und Paulus (Florenz, Depots der Florentiner Galerien – Inv.-Nr.: 8705, 8708, 8709, 8704) und fünf Tafeln der Predella: Der heilige Hieronymus (Verbleib unbekannt – ehemals Sammlung Geheimrat Joseph Cremer in Dortmund), Der junge Johannes der Täufer in der Wüste (Leicester, Leicestershire Museum and Art Gallery – Inv.-Nr.: 33 A), Die Geburt Christi (Berlin, Gemäldegalerie – Inv.-Nr.: 1113), Das Martyrium des heiligen Petrus (Baltimore, Walters Art Museum – Inv.-Nr.: 37.688) und Das Martyrium des heiligen Paulus (Princeton, University Art Museum – Inv.-Nr.: 36–23). Derzeit werden die Tafeln, trotz einer Reihe von stilistischen Unterschieden zu dessen sonstigen Werken, mit Ausnahme von Anneke de Vries und Marvin Eisenberg, noch mehrheitlich als Arbeiten des Lorenzo Monaco betrachtet.